# Douglas G. Hurley
Douglas Gerald Hurley (21 de octubre de 1966, Endicott, Nueva York), conocido como Doug Hurley, es un ingeniero estadounidense y ex astronauta de la NASA. 
Fue quien piloteó la misión del transbordador espacial STS-127, que se lanzó el 15 de julio de 2009. Fue asignado y voló como piloto para STS-135, el vuelo final del programa del transbordador espacial, en julio de 2011. También es el primer marine en volar el F/A-18 E/F Super Hornet. Su distintivo de llamada es "Chunky" y a veces se hace referencia a este nombre en los bucles de comunicación. Asignado a la Cápsula Dragón SpaceX en 2018 como parte del Commercial Crew Program, fue incluido en el lanzamiento a bordo de la primera misión espacial tripulada, al lado de su compañero, el astronauta Bob Behnken, el día 30 de mayo de 2020 (a las 15:22 horas EDT o 19:22 horas UTC). Esta misión, denominada Crew Dragon Demo-2, llevó a Behnken y a Hurley a la Estación Espacial Internacional, en donde permanecieron varias semanas.

## Biografía
Hurley nació el 21 de octubre de 1966 en Endicott, Nueva York. Se graduó de la Academia Owego Free en Owego, Nueva York en 1984. Se graduó magna cum laude con honores de la Universidad de Tulane, obteniendo su EEB en ingeniería civil en 1988. También fue un graduado distinguido tanto del programa NROTC de Tulane como de la Escuela de Candidatos Oficiales de USMC. 

## Carrera

### Cuerpo de Marines
Hurley recibió su comisión como teniente segundo en el Cuerpo de Marines de los Estados Unidos del Cuerpo de Entrenamiento de Oficiales de la Reserva Naval en la Universidad de Tulane, Nueva Orleans, Luisiana, en 1988. Después de graduarse, asistió a la Escuela Básica en el Cuerpo de Infantería de Marina de Quantico, Virginia, y luego al Curso de Oficiales de Infantería. Después del adoctrinamiento de la aviación en la Estación Aérea Naval de Pensacola, Florida, ingresó al entrenamiento de vuelo en Texas en 1989; Fue un graduado distinguido del programa de entrenamiento de pilotos de la Marina de los EE. UU. y fue designado aviador naval en agosto de 1991. 
Hurley luego informó a VMFAT-101 a la Estación Aérea del Cuerpo de Marina El Toro, California, para la inicial F/A-18 Hornet de entrenamiento. Al finalizar la capacitación, fue asignado a VMFA (AW) -225, donde realizó tres despliegues en el extranjero en el Pacífico occidental. Mientras estaba asignado a VMFA (AW) -225, asistió al Curso de Instructor de Armas y Tácticas de Aviación Marina de los Estados Unidos, el Curso de Tácticas de la División de Infantería de Marina y el Curso de Oficiales de Seguridad de la Aviación en la Escuela Naval de Postgrado en Monterrey, California. Durante sus cuatro años y medio con los "vikingos", se desempeñó como oficial de seguridad de la aviación y oficial de entrenamiento de pilotos. 
Hurley fue seleccionado para asistir a la Escuela de Pilotos de Pruebas Navales de los Estados Unidos en la Estación Aérea Naval Patuxent River, Maryland, y comenzó el curso en enero de 1997. Después de graduarse en diciembre de 1997, fue asignado al Escuadrón de Prueba de Aeronaves de Ataque Naval (VX-23) como oficial de proyecto F/A-18 y piloto de prueba. En "Strike", participó en una variedad de pruebas de vuelo, incluidas las cualidades de vuelo, la separación de municiones y las pruebas de sistemas, y se convirtió en el primer piloto de la Marina en volar el F/A-18 E/F Super Hornet. Se desempeñaba como oficial de operaciones cuando fue seleccionado para el programa de astronautas. Hurley ha registrado más de 5.500 horas en más de 25 aviones.

### NASA

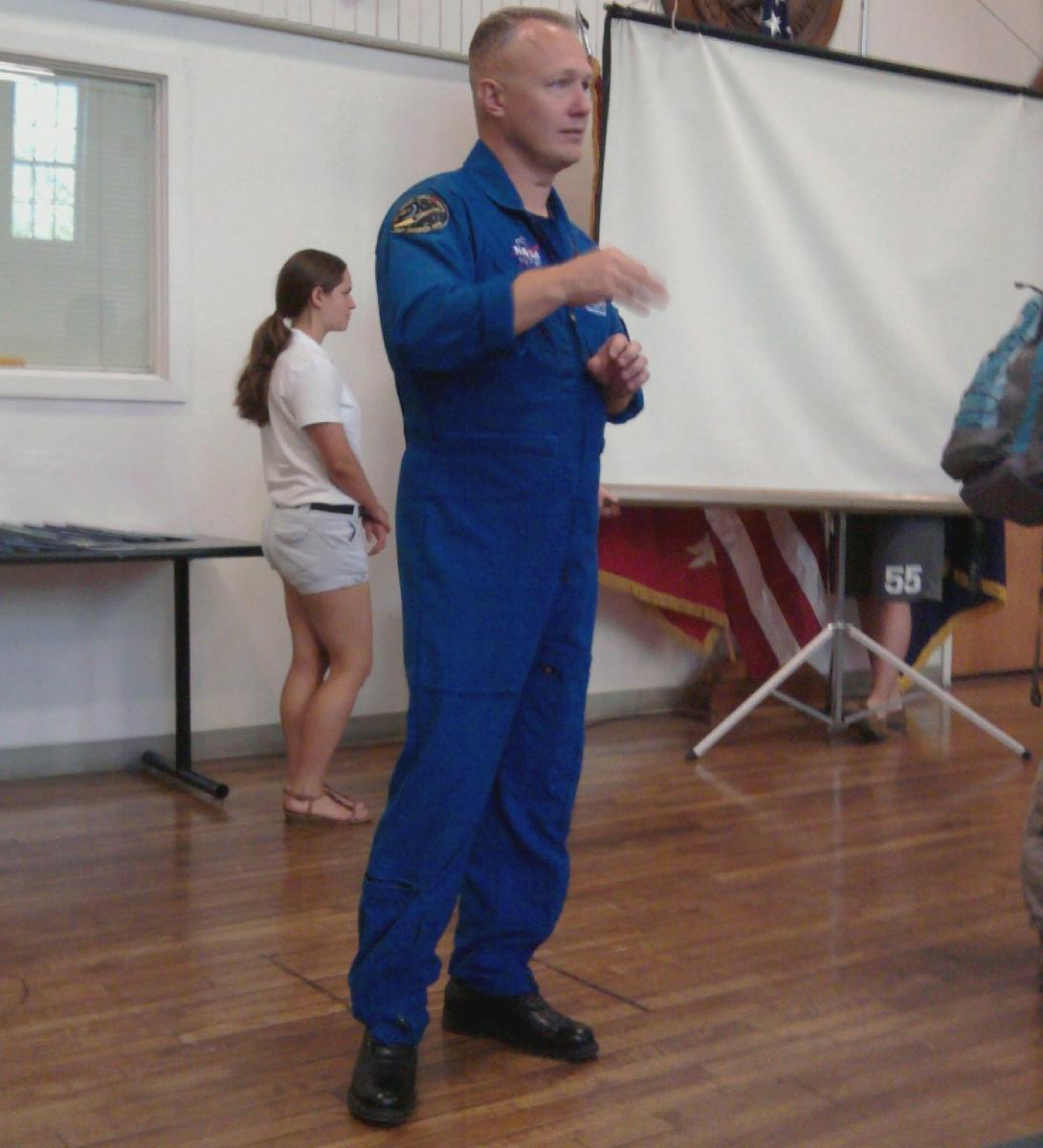
Hurley hablando en la Universidad de Tulane en octubre de 2010

Seleccionado como piloto por la NASA en julio de 2000, Hurley se sometió a entrenamiento en agosto de 2000. Después de completar dos años de capacitación y evaluación, se le asignaron tareas técnicas en la Oficina de Astronautas que incluyeron el Soporte de Operaciones de Kennedy como "Cape Crusader", donde fue el principal ASP (Personal de Apoyo a los Astronautas) para las misiones Shuttle STS-107 y STS-121. También trabajó en el aterrizaje y despliegue del transbordador, sirvió en el Equipo de Reconstrucción de Columbia en el Centro Espacial Kennedy y en la Rama de Exploración en apoyo de la selección del Vehículo de Exploración de la Orion Crew. 
También se desempeñó como director de operaciones de la NASA en el Centro de Entrenamiento de Cosmonautas Gagarin en Star City, Rusia. En julio de 2009, fue piloto de STS-127, Misión de la Asamblea ISS 2J/A, que entregó la Instalación Expuesta construida en Japón (JEM-EF) y la Sección Expuesta del Módulo de Logística Experimental (ELM-ES) a la Estación Espacial Internacional. La duración de la misión fue de 15 días, 16 horas, 45 minutos. 
En julio de 2011, Hurley regresó al espacio en STS-135 en el transbordador espacial Atlantis. La misión entregó el módulo de logística multipropósito (MPLM) Raffaello y un portador ligero multipropósito (LMC) a la estación espacial internacional, así como probó un sistema que investigó el potencial de reabastecer robóticamente las naves espaciales existentes. La duración de la misión STS-135 fue de 12 días, 18 horas, 27 minutos y 56 segundos. En general, Hurley ha acumulado más de 683 horas en el espacio.
Después de regresar a la Tierra, se desempeñó como Subdirector de Nuevos Programas para la Dirección de Operaciones de la Tripulación de Vuelo (FCOD) en el Centro Espacial Johnson, y en agosto de 2014 se convirtió en el Subdirector del Programa de la Tripulación Comercial después de la fusión de las Operaciones de Vuelo y operaciones misioneras. 
En julio de 2015, la NASA anunció a Hurley como uno de los primeros astronautas para los vuelos espaciales comerciales de EE.UU.
Posteriormente, comenzó a trabajar con Boeing y SpaceX para entrenar en sus vehículos de la tripulación comercial, junto con los otros astronautas elegidos: Sunita Williams, Robert Behnken y Eric Boe.

### Crew Dragon Demo-2
En agosto de 2018, Hurley fue asignado al primer vuelo de prueba SpX-DM2 del SpaceX Crew Dragon. Después de la prueba de Aborto en vuelo de Crew Dragon, se confirmó que Hurley era el comandante del vuelo. La misión despegó el 30 de mayo de 2020, y tras una estadía de tres meses en la Estación Espacial Internacional, regresó a la tierra el 2 de agosto.

### Retiro del cuerpo de astronautas
El 16 de julio de 2021, anunció su retiro de la NASA.

## Honores
Hurley recibió el Premio Memorial Stephen A. Hazelrigg al mejor Equipo de Pilotos/Ingenieros de Prueba, el Escuadrón de Prueba de Aeronaves de Ataque Naval. Fue galardonado con la Medalla al Servicio Meritorio, dos Medallas de Mención de Marina y Cuerpo de Marines, y varios otros premios de servicio. Recibió el Premio de Logro Superior de la NASA en 2004, 2005, 2006 y 2007. 

## Vida personal
Hurley está casado con la astronauta de la NASA Karen Nyberg. Tienen un hijo.